# Monoditanais helenensis
Monoditanais helenensis är en kräftdjursart som beskrevs av Jürgen Sieg 1980. Monoditanais helenensis ingår i släktet Monoditanais och familjen Tanaidae. Inga underarter finns listade i Catalogue of Life.